# CZ 110
CZ 110 — легкий чеський 9-мм самозарядний пістолет, розроблений компанією Česká Zbrojovka з Угерського Броду. CZ 110 — це варіант CZ 100 з ударно-спусковим механізмом подвійної дії.

## Конструкція
CZ 110 — це самозарядний пістолет із замиканням камори з механізмом віддачі, який має короткий відкотний ствол, який замикається на затворі за допомогою одного масивного виступу, який замикається в отворі викиду. Для відмикання ствола кулачок опускається вниз шляхом взаємодії фігурного кулачка на стволі та кутової напрямної кулачка в рамі.
Рама CZ 110 виготовлена з ударостійкого полімеру, а затвор виготовлений зі сталі, ставши першим виробом ČZ на ринку пістолетів з полімерною рамою.
CZ 110 — пістолет із ударником, який може бути повністю зведений за допомогою циклу втягування затвора, а потім, якщо не потрібний негайний вогонь, може бути опущений до положення за допомогою важеля зняття курка. Єдиним іншим запобіжним засобом є блок ударника та індикатор заряджання. CZ 110 також має додаткову рейку для кріплення лазера або ліхтаря.
Пістолет призначений для носіння із зарядженим патронником і не зведеним бойком; має ударно-спусковий механізм подвійної дії. Однак, якщо потрібно зробити перший постріл точніше (в режимі одиночної дії), можна звести ударник, частково втягнувши затвор приблизно на 10 мм.
CZ 110 доступний під набої 9×19 мм Парабелум, 9×21 мм IMI, або .40 S&W.